# Petite-Chapelle
Petite-Chapelle is een plaats en deelgemeente van de Belgische gemeente Couvin. Petite-Chapelle ligt in de provincie Namen en was sinds 1839, na de afsplitsing van de toenmalige gemeente Bruly, tot 1 januari 1977 een zelfstandige gemeente.

## Demografische ontwikkeling
- Bronnen:NIS, Opm:1831 tot en met 1970=volkstellingen, 1976= inwoneraantal op 31 december

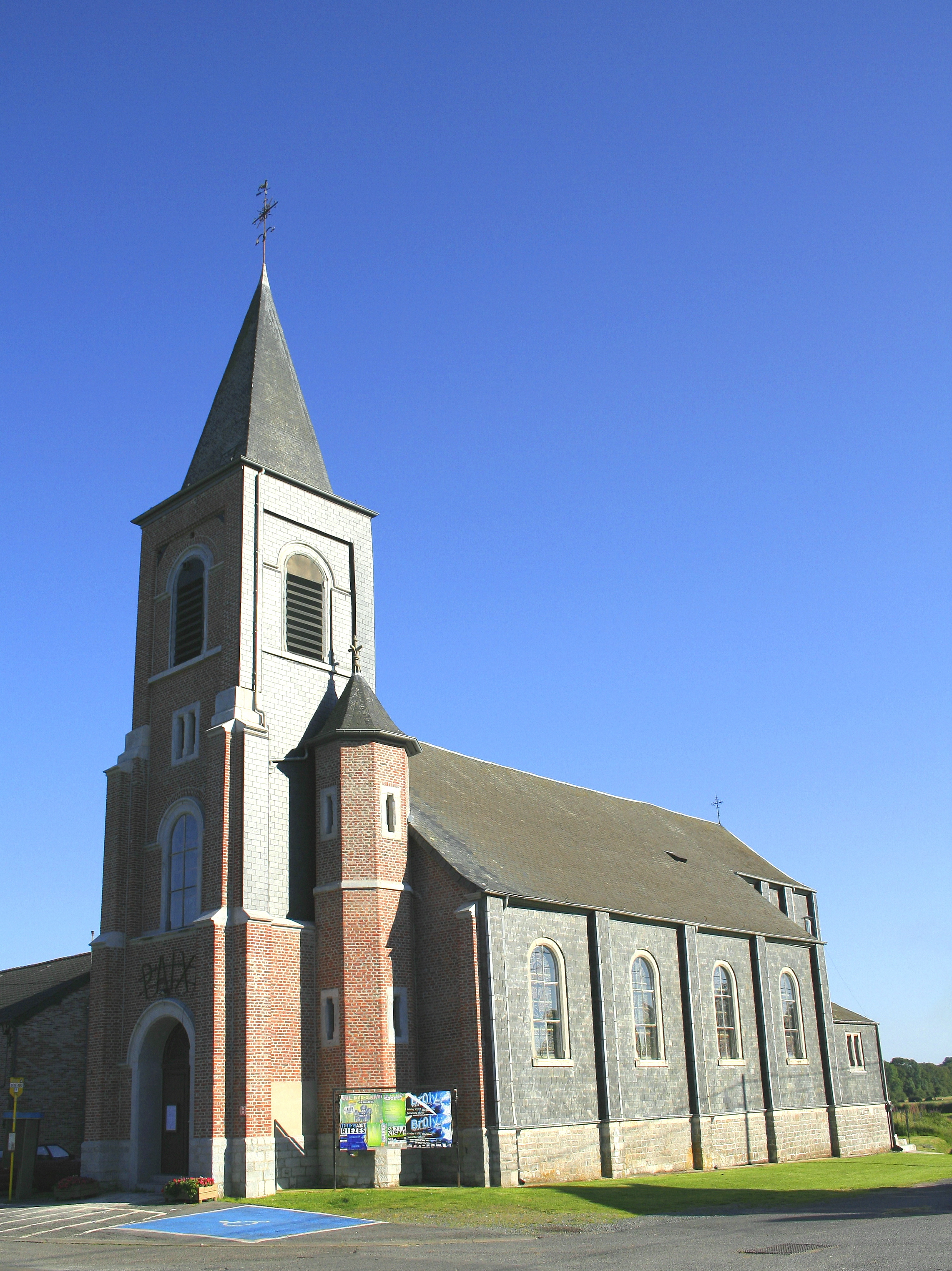
Kerk van Petite-Chapelle